# David Simon
David Simon (Washington, 1960.) američki je autor, novinar i scenarist/producent televizijskih serija. Punih 12 godina radio je za novine Baltimore Sun. Autor je knjige Homicide: A Year on the Killing Streeets, a skupa s Edom Burnsom napisao je knjigu The Corner: A Year in the Life on an Inner-City Neighborhood. Obje knjige poslužile su kao adaptacija televizijskih serija: prva za NBC-jevu popularnu seriju Odjel za umorstva (u kojoj je Simon bio scenarist i producent), a druga za HBO-ovu nagrađivanu mini-seriju The Corner.
Simon je glavni kreator hvaljene HBO-ove televizijske serije Žica u kojoj je bio izvršni producent, glavni scenarist i autor punih pet sezona. Također je adaptirao i knjigu Generacija ubojica u istoimenu HBO-ovu mini-seriju, a najnoviji kreatorski projekt mu je televizijska serija Treme koju je osmislio skupa sa svojim dugogodišnjim suradnikom Ericom Overmyerom.

## Biografija
Rođen u Washingtonu, Simon je pohađao srednju školu u Bethesdi, država Maryland gdje je pisao za školske novine The Tattler. Završio je sveučilište u Marylandu, College Park. Tijekom studija pisao je za The Diamondback i sprijateljio se s Davidom Millsom.

### Novinarstvo
Nakon završetka studija radio je kao novinar za The Baltimore Sun od 1982. do 1995. godine. Većinu karijere proveo je pišući o kriminalu. Jedan njegov kolega izjavio je da je Simon volio novinarstvo i smatrao ga "Božjim poslom". Simon je izjavio da je u početku bio nesebičan i da ga je poslu privukla afera Watergate, ali da je tijekom stvaranja iskustva postao vrlo pragmatičan. Kasnije u karijeri težio je ispričati pravu priču, "bez varanja".
Simon je bio vođa sindikata kad su novinari započeli štrajkati 1987. godine zbog smanjenja benefita. Ostao je razočaran i nakon što je štrajk okončan te se počeo osjećati neudobno na radnom mjestu. Započeo je razmišljati o razlozima koji bi ga mogli natjerati da uzme odmor pa je odlučio napisati knjigu: "Otišao sam iz novinarstva jer su neki kurvini sinovi otkupili moje novine i sve je prestalo biti zabavno", rekao je Simon.
U intervjuu iz 2004. godine Simon je izjavio da je postao vrlo ciničan u vezi novinarstva otkad ga je napustio. "Jedna od najtužnijih stvari u vezi modernog novinarstva jest ta da ono postaje sve manje važno. Svijet je sada očvrsnuo od moći novinarstva. Najbolje novinarstvo moglo bi razljutiti ljude. A ljudi danas su sve manje i manje ljuti", izjavio je Simon. "Postao sam jako ciničan u vezi dnevnog novinarstva i njegove sposobnosti da promijeni mišljenja ljudi. Dok sam ja radio kao novinar sve je još bilo neizvjesno, a danas je to sve postalo totalno neefikasno".

### Homicide: A Year on the Killing Streets
Simonov odlazak na odmor iz novinarstva rezultirao je njegovom prvom knjigom - Homicide: A Year on the Killing Street, 1991. godine. Knjiga je bazirana na njegovim novinarskim iskustvima dok je surađivao s policijom iz Baltimorea tijekom 1988. godine. Ideja za knjigu došla je u razgovoru na Božić 1985. godine kada mu je detektiv Brian Lansey rekao: "Kad bi netko napisao što se zbilja događa ovdje, bila bi to sjajna knjiga." Simon je kasnije razgovarao s voditeljima policijskog odjela i s izdavačima kako bi dobio dopuštenje za početak rada na knjizi. Detektivi ga u početku nisu prihvaćali, ali je on ustrajao u namjeri da ga zavole i nije se previše nametao dok je surađivao s njima. Vrlo ubrzo suradnja je postala vrlo uspješna, a na kraju knjige Simon je napisao: "Dijelio sam s detektivima godinu dana brzu prehranu, svađe po barovima i policijski smisao za humor. Čak i najiskusniji ne bi mogli ostati rezervirani." U jednom trenutku Simon je čak pomogao pri uhićenju osumnjičenika. Dvojica detektiva s kojima se Simon vozio zaustavili su svoj automobil kako bi priveli dvojicu osumnjičenika, ali je detektivu Terryju McLarenyju kaput zapeo za sigurnosni pojas kad je pokušao izaći iz automobila. McLarney je zamolio Simona za pomoć, a Simon je tom prilikom priveo i pregledao jednog od osumnjičenika.
Knjiga je 1992. godine osvojila Edgar Award za najbolju kriminalističku knjigu baziranu na stvarnim činjenicama. Kritičari iz The Associated Press nazvali su je "pravim kriminalističkim klasikom". Knjigu je također nahvalio i The Library Journal, a Newsday ju je opisao: "Jedna od najzanosnijih policijskih knjiga ikad napisanih." Simon tvrdi da mu je istraživanje knjige pomoglo da promijeni dotadašnji stil pisanja koji će u kasnijoj karijeri doći do izražaja. Naučio je biti puno strpljiviji prilikom istraživanja i pisanja i tvrdio da je glavna lekcija koju je naučio bila da ne promovira sebe nego da se koncentrira na teme o kojima piše. Simon je rekao za Baltimorške novine 2003. godine da knjiga ne predstavlja tradicionalno novinarstvo: "Mislim da knjige Homicide i The Corner ne predstavljaju tradicionalno novinarstvo u smislu da dolaze iz nekog umjetnog oblika ili objektivnosti", rekao je Simon. "One uranjaju u pojedine kulture koje pokrivaju na način kako to tradicionalno novinarstvo često ne radi."

### Odjel za umorstva
Izdavači knjige Homicide: A Year on the Killing Streets željeli su filmsku adaptaciju pa su knjigu poslali raznim redateljima, iako je interesa bilo vrlo malo. Simon je predložio da knjigu pošalju redatelju Barryju Levinsonu koji je rodom iz Baltimorea. Levinsonovoj asistentici Gail Mutrux knjiga se jako svidjela pa su i ona i Levinson postali producenti. Knjiga je na kraju adaptirana u nagrađivanu i vrlo uspješnu televizijsku seriju Odjel za umorstva (1993. – 1999.) na kojoj je Simon radio kao scenarist i producent.
Mutrux je tražila Simona da napiše pilot epizodu, ali ovaj je to odbio zbog nedostatka iskustva. Surađivao je sa svojim starim kolegom s fakulteta Davidom Millsom na scenariju za prvu epizodu druge sezone Bop Gun. Radnja epizode temeljena je na priči izvršnog producenta Toma Fontane, a Robin Williams se pojavio u gostujućoj ulozi koja mu je kasnije osigurala nominaciju za prestižnu televizijsku nagradu Emmy. Simon i Mill osvojili su nagradu Američkog ceha scenarista za najbolji scenarij za dramsku seriju.
Simon je dao otkaz u Baltimore Sunu 1995. godine kako bi se u potpunosti posvetio radu na seriji Odjel za umorstva. Simon je napisao priče za epizode četvrte sezone Justice: Part 2 i Scene of the Crime (s Anyom Epstein). Tijekom pete sezone radio je kao redaktor scenarija, a napisao je epizode Bad Medicine i Wu's on First? (ponovno s Epstein). Za šestu i sedmu sezonu Simon je bio postavljen kao producent. Napisao je priče za drugu i treću epizodu šeste sezone Blood Ties, a također je pridonio i pričama za epizode Full Court Press i Finnegan's Wake (s Jamesom Yoshimurom). Tijekom sedme sezone napisao je priče za epizode Shades of Gray (s Julie Martin), The Same Coin (ponovno s Yoshimurom) i Self Defense (s Ericom Overmyerom). Za epizodu Shades of Gray osvojio je humanitarnu nagradu, a bio je nominiran od strane Američkog ceha scenarista za epizodu Finnegan's Wake.
Simon je izjavio da smatra da se radi o "fantastičnoj drami", ali da ista ne reflektira knjigu. Također je rekao da je, dok je pisao scenarije za seriju, morao ostaviti sa strane svoja detektivska iskustva, jer su likovi postali potpuno drugačiji, pogotovo u svom filozofskom pristupu poslu.

### The Corner
1997. godine Simon je skupa s Edom Burnsom napisao knjigu The Corner: A Year in the Life of an Inner-City Neighborhood, istinite priče iz zajednice zapadnog Baltimorea kojom vlada droga. Simon tvrdi da mu je njegov urednik John Sterling dao prijedlog o tome da promatra samo jedan ugao na kojem se prodaje droga. Drugi odmor od novinarstva Simon je uzeo 1993. godine kako bi radio na istraživanju samog projekta. Posebno se zbližio s jednim od ovisnika, Garyjem McCulloughom, i osjetio se shrvanim kad je saznao za njegovu smrt dok je pisao knjigu. Simon je izjavio da je projektu prišao s apstraktnom idejom da bi ljudi o kojima piše mogli umrijeti od svoje ovisnosti, ali da se svejedno nitko ne može pripremiti na takvu realnost. U knjizi je napisao: "Nije bilo niti trunke privatnosti svih ovih ljudi koji su bili uključeni u projekt. To je veliki dar koji su nam mnogi ljudi podarili. Čak i oni najfunkcionalniji su ratovali sami sa sobom. Ali nisu to nikako bili glupi ljudi. Samo su izabrali taj put."
Nedugo nakon što je s emitiranjem završila serija Odjel za umorstva, Simon je završio pisanje scenarija (skupa s Davidom Millsom) za mini-seriju The Corner koja se sastojala od šest jednosatnih epizoda u produkciji HBO-a. Mini-serija je osvojila tri prestižne televizijske nagrade Emmy, uključujući i onu za najbolji scenarij (Simon i Mills).

### Žica
Simon je bio kreator, izvršni producent i glavni pisac HBO-ove dramske serije Žica. Mnogi likovi i situacije koji se pojavljuju u seriji Žica također su proizašli iz knjige Homicide: A Year on the Killing Streets. Nakon kritički vrlo uspješne četvrte sezone, Simon je producirao petu i posljednju sezonu koja se fokusirala na medije u društvu.
Na kreiranju serije ponovno je radio s Edom Burnsom. Originalno su zamislili kreirati policijsku dramu koja bi se blago bazirala na Burnsovim iskustvima dok je ovaj radio na istragama nasilnih dilera droge putem prisluškivanja i nadziranja. Tijekom svog radnog vijeka Burns je često bio frustriran birokracijom policijskog odjela s kojim je donekle i Simon bio upoznat dok je radio kao novinar u Baltimore Sunu. Budući da je serija nastajala u pozadini Enron skandala i institucionalnih problema Katoličke crkve, Žica je postala "više serija o institucijama i individualcima nego čista policijska drama".
Odlučili su predložiti projekt HBO-u zbog njihovog zajedničkog rada na mini-seriji The Corner. Iako se HBO tada nalazila u fazi istraživanja novih ideja, u početku nitko nije bio pretjerano oduševljen s policijskom dramom na svom programu, ali su ipak odobrili snimanje Pilota i naručili još dvije epizode kako bi vidjeli u kojem smjeru će serija ići.
Tema institucionalne disfunkcionalnosti proširivala se tijekom serije na različita područja grada Baltimorea. Druga sezona fokusirala se na "smrt" američke radničke klase, a sve je bilo smješteno u luci. Treća sezona bazira se na reformama i političarima dok se za četvrtu Simon ponovno obratio Burnsu i njegovom iskustvu dok je radio kao učitelj u javnoj školi kako bi se dotaknuli problema edukacijskog sistema grada. Peta sezona bazira se na medijima, ali i nastavlja započete priče iz ranijih sezona (pogotovo u politici).
Simon je na seriji ponovno radio s producentima Robertom F. Colesberryjem i Ninom K. Noble. Izjavio je da je Colesberry najzaslužniji za potpuni realistični ugođaj koji serija ima upravo zbog svog iskustva kao redatelj. Doveli su Clarka Johnsona (koji je radio na seriji Odjel za umorstva) da režira pilot epizodu, a nakon što je ona završena poslali su je HBO-u u studenom 2001. godine. Johnson je režirao i drugu epizodu serije nakon što je ista odobrena za snimanje, a također će režirati i posljednju epizodu te glumiti u petoj sezoni.
Simon je kontaktirao mnoge autore kriminalističkih romana da pišu scenarije za Žicu. Dok je radio u Baltimore Sunu, kolega mu je preporučio Georgea Pelecanosa zbog sličnosti njihovog pisanja. Dvojica pisaca imali su mnogo toga sličnog, uključujući i odrastanje u Silver Springu, pohađanje sveučilišta u Marylandu i zajednički interes u istraživanju "sudbine američkog grada i njegove urbane sredine". Iako je u početku bio skeptičan prema Pelecanosu i njegovom pisanju zbog toga što je ovaj živio u Washingtonu, nakon što mu je njegova vlastita žena također preporučila Pelecanosa, Simon se predomislio i poslao mu poziv da dođe pisati za Žicu. Njih dvojica susreli su se na sprovodu zajedničkog prijatelja nedugo nakon što je Simon napisao Pilot epizodu. Dok su se vozili kući, Simon je rekao Pelecanosu o ideji za seriju i ovaj je postao jedan od regularnih scenarista, a kasnije i producent druge i treće sezone. Zajedno su napisali epizodu Middle Ground koja je ujedno označila i prvu nominaciju za prestižnu televizijsku nagradu Emmy u kategoriji najboljeg scenarija (drama).
Pelecanos je seriju napustio nakon treće sezone kako bi se posvetio svojoj sljedećoj knjizi; Simon je izjavio da mu rad s njim nedostaje, ali da mu je drago što je njegova sljedeća knjiga ispala tako dobra (The Night Gardener). Na sličan način na koji je Simon istraživao stvari za svoju prvu knjigu, Pelecanos je to isto radio u Washingtonu.
Autor kriminalističkih romana Dennis Lehane također je pisao za seriju od treće sezone. Lehane je izjavio da je ostao impresioniran Simonovim i Burnsovim znanjem pisanja pravog slanga.
Eric Overmyer doveden je umjesto Pelecanosa kao scenarist i producent. Ranije je već bio radio sa Simonom na Odjelu za umorstva gdje su se dvojica i sprijateljila. Simon je izjavio da je vrlo zadovoljan s Overmyerovim pisanjem, pogotovo u sinkronizaciji priče za epizodu Margin of Error koja označava vrhunac političke radnje serije.
Simon i njegova kompletna scenaristička ekipa bili su nominirani za petu sezonu od strane Američkog ceha scenarista 2009. godine. Simon i Burns zajedno su napisali posljednju epizodu serije, -30- koja je dobila drugu Emmy nominaciju u kategoriji najboljeg scenarija (drama).
Simon je izjavio da mu je puno bolje i lakše bilo surađivati s HBO-om nego s NBC-jem, jer HBO daje puno veću kreativnu kontrolu zbog toga što se ne oslanjaju prvenstveno na gledanost. Također je izjavio da se vjerojatno neće moći vratiti televizijskim mrežama, jer ne želi više osjetiti pritisak da mora zadovoljiti publiku prije nego što mora ispričati dobru priču.

### Generacija ubojica
Simon je, ponovno s Edom Burnsom, producirao i napisao mini-seriju Generacija ubojica također za HBO. Ponovno su radili s Ninom Noble kao producenticom. Mini-serija je zapravo adaptacija istoimene knjige bazirane na stvarnim događajima. Radnja se proteže na prvih 40 dana američke invazije na Irak 2003. godine, a sve gledamo kroz oči Prvog bataljuna i njihovog dodijeljenog im reportera Evana Wrighta. Simon i Burns radili su zajedno s Wrightom u adaptaciji knjige za mini-seriju.

### Treme
Ponovno s Ericom Overmyerom Simon je surađivao na sljedećoj televizijskoj seriji - Treme, čija se radnja događa u New Orleansu nakon uragana Katrina. Budući Overmyer povremeno živi u New Orleansu, Simon je vjerovao da će njegovo iskustvo biti od presudne važnosti kako bi se ispričala prava priča o gradu. Simon se također konzultirao s ljudima iz New Orleansa Donaldom Harrisonom Jr., Kermitom Ruffinsom i Davisom Roganom dok je razvijao ideju za seriju. Serija se fokusira na radničku klasu New Orleansa i pokriva puno manje područja nego što je to bio slučaj sa serijom Žica. Serija Treme sa svojim je emitiranjem započela 11. travnja 2010. na HBO-u.
Treme je ime kvarta u New Orleansu u kojem žive mnogi glazbenici toga grada. Simon je izjavio da će se serija baviti pozadinom glazbene scene i dotaknuti se političke korupcije, kontroverzi oko javnih zgrada, kriminala, sukoba policajaca i fašničkih Indijanaca i borbe oko povratka turista u grad nakon oluje. Jedan od glavnih likova u prvoj epizodi vlasnik je restorana. Serija je snimana na autentičnim lokacijama i od nje se očekivalo da potpomogne samoj ekonomiji New Orleansa. Simon se prilikom dodjeljivanja uloga vodio iskustvom Žice pa je tamo gdje je mogao zapošljavao lokalne glumce. Wendell Pierce, koji je glumio Bunka Morelanda u Žici također glumi i u seriji Treme. Clarke Peters, također iz Žice, glumi u Tremeu. Mnogi drugi glumci koji su se pojavili u Žici također glume i u Tremeu uključujući Stevea Earlea, Jima True-Frosta, Jamesa Ransonea i Anwana Glovera.

### Budući projekti
Simon trenutno radi s Tomom Fontanom (serija Oz) na HBO-ovoj mini-seriji Manhunt koja će se fokusirati na razdoblje od 12 dana poslije atentata na američkog Predsjednika Lincolna dok je John Wilkes Booth bio u bijegu. Simon je također napisao priču o sviraču bluesa Muddyju Watersu koja još uvijek nije producirana. Također je spomenuo da planira napisati novu knjigu, vrlo vjerojatno o porastu droge u SAD-u u 50-tim i 70-tim godinama prošlog stoljeća. Simon je rekao za Baltimorške novine 2003. godine da jednoga dana svakako namjerava napisati novu knjigu. "Jednog dana sasvim sigurno ću pustiti televiziju na miru i napisati novu knjigu", rekao je. Simon nastavlja raditi kao vanjski suradnik za Washington Post, The New Republic i magazin Details.

### Osobni život
David Simon oženjen je za autoricu iz Baltimorea i bivšu novinarku iz Suna Lauru Lippman. Zajedno imaju kćer, a David iz prijašnjeg braka ima i sina Ethana. Simonov nećak, Jason Simon, je gitarist i pjevač za psihodeličnu rock skupinu Dead Meadow.

## Poveznice
- Žica
- Treme